# Despachante de aeronaves
Despachador de aeronaves, Oficial de operaciones aéreas, Encargado de Operaciones de Vuelo , o Despachante de aeronaves es el nombre dado al técnico asignado en algunos países a recabar, generar y proveer la información necesaria para la realización de un vuelo, esto incluye, aunque no se limita a la información meteorológica, creación de plan de vuelo, cálculos de performance para el vuelo, peso y balance de la aeronave, supervision de actividades operacionales en tierra.

## Funciones
La Función de Despacho de Aeronaves es decisiva para garantizar vuelos seguros, ya que a través de ella se provee al piloto de una vasta información, como ser: plan de vuelo operacional con el cual se determina el combustible necesario para realizar el vuelo, determinación del aeródromo de alternativa; datos meteorológicos del lugar de partida, ruta, destino y alternativa y los pronósticos de la ruta en que deberá volar; condiciones técnicas de los aeropuertos de destino y sus alternativas, incluyendo lo referido a sus instalaciones, servicios, radioauydas y facilidades que presta. 
Asimismo el análisis del rendimiento (performance) de despegue, ruta y de aterrizaje que se debe cumplir es una tarea también exclusiva del despachante de aeronaves, dado que esto está íntimamente ligado a la determinación de la carga útil ya que el rendimiento es condicionante y siempre se calcula en la condición de un motor inoperativo por una cuestión de seguridad.
Además el despachante debe determinar y controlar que la distribución, amarre y sujeción de las cargas y mercancías peligrosas que se introducen en las aeronaves estén dentro de los límites estructurales de la aeronave y la determinación de la posición del centro de gravedad que se debe encontrar dentro de la envolvente operacional. También la distribución del combustible que se carga en los tanques. Todo esto es fundamental para la estabilidad del aparato. Dado que una como otra tarea, inciden directamente, tanto en el despegue y aterrizaje, como durante el vuelo, dado que una mala distribución y sujeción de las cargas puede ser fatal en la aeronavegación, potencial peligro, que se verá severamente agravado a causa de las muy frecuentes turbulencias que se suceden durante el vuelo.

### Especialización de funciones en grandes aerolíneas
En grandes aerolíneas suelen separarse las funciones y responsabilidades de los despachadores o bien estos son agrupados en sub-departamentos especializados.

#### Control y seguimiento de vuelos
En aerolíneas con flotas grandes, hay un área centralizada donde se tiene personal denominado controlador de vuelos (flight tracker) da la planificación seguimiento a la secuencia de las distintas aeronaves en la flota. 
Cuando existan demoras y contingencias de un vuelo, es el responsable de hacer ajustes a la asignación de vuelos de una aeronave para disminuir las afectaciones por vuelos detenidos en tierra, de informar al planificador de vuelos de situaciones mecánicas de las aeronaves que deban reflejarse en el plan de vuelo.

#### Planificación de vuelos
Los despachadores asignados a la Planificación de vuelos (Flight planner) en estas áreas se enfocan en lo que se refiere a la elaboración de los planes de vuelo.

#### Planificación de carga
El personal asignado a estas funciones (Load planner) se enfoca a la planificación del plan de carga y del manifiesto de peso y balance. en algunas ocasiones la autoridad aeronáutica del país exige que el planificador de carga este en el mismo aeropuerto que esta la aeronave cuando no existe en la aerolínea la figura de responsable de operación en rampa y cuando existe, este suele estar en una ubicación centralizada.

#### Coordinación de operación en rampa
El responsable de la operación en rampa es la persona que "en sitio" verifica que la carga de combustible se lleve acuerdo al plan de vuelo, que la carga del avión este conforme al plan de peso y balance, que las labores del personal en rampa se realicen en conformidad con las directivas de seguridad y estándares de calidad de la aerolínea.

## Marco legal Internacional
Los requisitos técnicos para obtener una licencia oficial de operaciones /despachador son definidos por la OACI en el punto 4.5 del primer anexo a la convención de Chicago, en el punto 4.6 del anexo 6 se describen los deberes y responsabilidades del encargado de operaciones de vuelo / despachador de vuelo y en el capítulo 10 del mismo se amplia la información acerca de los conocimientos que debe tener el encargado de operaciones de vuelo / despachador de vuelo en caso de que un operador o los requisitos del estado lo exigían, así mismo indica que este responsable no necesariamente debe contar con la licencia descrita en el anexo 1 (estas regulaciones varían y se ajustan según la reglamentación de los distintos estados contratantes de la convención de Chicago.
Para desarrollar las funciones de despacho técnico, es requisito excluyente poseer licencia de Despachante de Aeronaves, la cual se obtiene luego de aprobar un curso de especialización dictado por escuelas dependientes de la autoridad aeronáutica, de acuerdo a lo recomendado por la Organización de Aviación Civil Internacional (OACI). 
Esta habilitación también faculta al poseedor para demorar y/o cancelar la operación de un vuelo si éste considera que el mismo no puede ser iniciado o continuado por razones de seguridad.
El despachante de aeronaves tiene la responsabilidad de determinar correctamente las trayectorias óptimas de los vuelos, determinar y controlar la distribución de las cargas sobre el avión, proporcionar supervisión operacional y la asistencia necesaria a los vuelos en condiciones adversas. Todas estas responsabilidades y su reglamentación están contenidas en las normas establecidas para los Servicios de Transporte Aéreo Regular (RAAC), y al igual que los Técnicos Aeronáuticos, el Despachante debe regirse por el Código Aeronáutico, de forma tal que el desempeño de su función con ética e idoneidad, quede por completo garantizado.
- Datos: Q5459329